# Sixpack (Europese Unie)
Sixpack staat voor de aanduiding van zes Europese wetgevende maatregelen, die de hervorming van het Stabiliteits- en groeipact en het nieuwe macro-economische toezichtsproces op weg moet helpen. Deze vijf verordeningen en één richtlijn werden in de onderhandelingen tussen de Raad en het Europees Parlement gebundeld in de zogenaamde "Sixpack", en traden in werking op 13 december 2011.
Vier van de zes wetgevingsmaatregelen hebben de hervorming van het stabiliteits- en groeipact van de Europese Unie als doel. Daarin worden de referentiewaarden voor het jaarlijkse overheidstekort (3% van het bruto binnenlands product, BNP) en voor de bruto schuldquote (60% van het BBP) vastgesteld. Als aan deze eisen niet wordt voldaan, wordt de zogenaamde "procedure bij buitensporige tekorten" (PBT) gestart.
In de Sixpack-regels wordt een sterke nadruk gelegd op de vermindering van de overheidstekorten. Lidstaten met een schuld van meer dan 60% van het BNP worden verplicht die te verminderen, zelfs als hun jaarlijkse overheidstekort onder de referentiewaarde van 3% van het BNP ligt.
Om fiscale discipline bij de lidstaten van de eurozone af te dwingen worden sancties nu eerder en consequenter doorgevoerd dan voorheen. Wanneer bijvoorbeeld een land, waartegen een procedure loopt vanwege buitensporige tekorten heeft nagelaten de nodige maatregelen te treffen om het tekort te reduceren, wordt een renteloos deposito ter hoogte van 0,2% van het BBP voorgeschreven. Bij voortzetting van de niet-naleving wordt dit renteloos deposito in een geldstraf omgezet. Voor Nederland zou dit neerkomen op een boete van rond de miljard euro per jaar. Bovendien worden de sancties vanaf nu automatischer opgelegd dan voorheen: hiertoe is een striktere methode met een aangepast stemsysteem in de Raad voorzien.
Tegelijkertijd worden de nationale rekeningen, de statistieken en de manier waarop men economische verwachtingen opstelt voor alle lidstaten verplicht geharmoniseerd en in lijn met de EU-standaarden aangepast. Indien wordt vastgesteld dat een land valse data heeft  gerapporteerd, kan een extra geldboete worden opgelegd.
De resterende twee verordeningen betreffen een waarschuwingssysteem om overmatige macro-economische onevenwichtigheden vroegtijdig op te sporen en een bijbehorend correctiemechanisme.
Concreet betreft het de volgende zes voorschriften en richtlijnen:

## Begrotingsbeleid
- 1. Verordening (EU) nr. 1173/2011 van het Europees Parlement en de Raad van 16 november 2011 inzake de effectieve handhaving van het begrotingstoezicht in het eurogebied
- 2. Verordening (EU) nr. 1175/2011 van het Europees Parlement en de Raad van 16 november 2011 tot wijziging van Verordening (EG) nr. 1466/97 van de Raad over versterking van het toezicht op begrotingssituaties en het toezicht op en de coördinatie van het economisch beleid.
- 3. Verordening (EU) nr. 1177/2011 van de Raad van 8 november 2011 tot wijziging van Verordening (EG) nr. 1467/97 over de bespoediging en verduidelijking van de tenuitvoerlegging van de procedure bij buitensporige tekorten
- 4. Richtlijn 2011/85/EU van de Raad van 8 november 2011 tot vaststelling van voorschriften voor de begrotingskaders van de lidstaten

## Macro-economische onevenwichtigheden
- 5. Verordening (EU) nr. 1176/2011 van het Europees Parlement en de Raad van 16 november 2011 betreffende de preventie en correctie van macro-economische onevenwichtigheden.
- 6. Verordening (EU) nr. 1174/2011 van het Europees Parlement en de Raad van 16 november 2011 betreffende handhavingsmaatregelen voor de correctie van buitensporige macro-economische onevenwichtigheden in het eurogebied.

## Twopack
Als aanvulling bij het Sixpack werden nog twee verordeningen (“Two Pack”) goedgekeurd, die samen met het Europees Stabiliteitsmechanisme de begrotingsbevoegdheid van de Europese Commissie moeten versterken:
- verordening 473/2013[6] inzake begrotingscontrole en -discipline
- verordening 472/2013[7] inzake begrotingstoezicht op landen in financiële problemen

Deze verordeningen zijn in werking getreden op 30 mei 2013.